# Бриджер (Монтана)
Бриджер (англ. Bridger) — місто (англ. town) в США, в окрузі Карбон штату Монтана. Населення — 662 особи (2020).

## Географія
Бриджер розташований за координатами 45°17′41″ пн. ш. 108°55′0″ зх. д. / 45.29472° пн. ш. 108.91667° зх. д. (45.294587, -108.916692).  За даними Бюро перепису населення США в 2010 році місто мало площу 2,08 км², уся площа — суходіл.

## Демографія
Згідно з переписом 2010 року, у місті мешкало 708 осіб у 315 домогосподарствах у складі 195 родин. Густота населення становила 340 осіб/км².  Було 347 помешкань (167/км²).
Расовий склад населення:
| - 95,5 % — білих - 2,7 % — корінних американців - 0,3 % — азіатів - 0,1 % — чорних або афроамериканців |

До двох чи більше рас належало 1,1 %. Частка іспаномовних становила 1,8 % від усіх жителів.
За віковим діапазоном населення розподілялося таким чином: 22,2 % — особи молодші 18 років, 57,0 % — особи у віці 18—64 років, 20,8 % — особи у віці 65 років та старші. Медіана віку мешканця становила 45,7 року. На 100 осіб жіночої статі у місті припадало 92,9 чоловіків;  на 100 жінок у віці від 18 років та старших — 94,7 чоловіків також старших 18 років.
Середній дохід на одне домашнє господарство  становив 55 378 доларів США (медіана — 50 333), а середній дохід на одну сім'ю — 65 426 доларів (медіана — 58 947). Медіана доходів становила 50 060 доларів для чоловіків та 27 083 долари для жінок. За межею бідності перебувало 11,7 % осіб, у тому числі 20,6 % дітей у віці до 18 років та 5,1 % осіб у віці 65 років та старших.
Цивільне працевлаштоване населення становило 491 осіб. Основні галузі зайнятості: роздрібна торгівля — 21,2 %, будівництво — 20,4 %, освіта, охорона здоров'я та соціальна допомога — 12,4 %, сільське господарство, лісництво, риболовля — 12,0 %.